# Volkstelling
Een volkstelling of census is een vaststelling, door of namens de overheid, van de bevolkingsgrootte van een bepaald gebied, meestal een land, waarbij tevens een aantal andere, structurele kenmerken onderzocht worden, zoals leeftijd, geslacht, burgerlijke staat, godsdienst, gezinsverband en beroepswerkzaamheid.

## België
In België werd in opdracht van de overheid voor het eerst een volkstelling gehouden door het "Bureau de Statistique Générale" en de "Commission centrale de Statistique" in 1846 onder leiding van Adolphe Quételet. De werkwijze was grotendeels gebaseerd op de telling die in 1829 nog tijdens het Verenigd Koninkrijk der Nederlanden werd gehouden. De inlichtingen werden ingewonnen op basis van een zogenaamd "huishoudelijk telformulier", en verwerkt per gemeente. In 1856 volgde een nieuwe telling en werd wettelijk bepaald voortaan om de tien jaar een nieuwe telling te organiseren.
De volkstellingen dienden vooral voor administratieve doeleinden. Aan de hand ervan werd bijvoorbeeld het officiële bevolkingscijfer van elke gemeente bepaald; aan de hand van de cijfers konden de gemeentelijke bevolkingsregisters dan nagekeken en verbeterd worden. Het bevolkingscijfer verkregen uit de volkstellingen diende ook om het aantal leden van de Kamer van volksvertegenwoordigers per kiesarrondissement vast te stellen, net als het aantal provincieraadsleden, schepenen en gemeenteraadsleden. Ook werd het cijfer gebruikt om de gemeenten te rangschikken voor de bijdrage van het Gemeentefonds en voor de berekening van het loon van bepaalde gemeenteambtenaren.
Al van bij de eerste telling in 1846 werd ook gepeild naar het gebruik van de omgangstaal, vanaf de telling van 1866 ook naar de kennis en gebruik van andere talen, de zogenaamde talentelling. Dit onderdeel van de volkstelling zou in 1947 voor het laatst opgenomen worden in de bevraging, het werd nadien omwille van de politieke controverse rond dit thema bij wet afgeschaft, zodat er sindsdien in België geen officiële statistische gegevens hieromtrent meer beschikbaar zijn.

### Overzicht van de volkstellingen
De eerste tellingen vonden plaats op 15 oktober 1846 na het koninklijk besluit van 30 juni 1846. Met de wet van 2 juni 1856 werd beslist de tellingen elke tien jaar uit te voeren, telkens op 31 december. De wet van 25 mei 1880 bepaalde vervolgens dat de tienjaarlijkse tellingen moeten plaatsvinden op een datum overeenkomstig met een decennium. De wet van 14 december 1910 schreef ten slotte voor dat er tegelijk een telling van de handel en nijverheid diende te worden gehouden.
- 15 oktober 1846
- 31 december 1856
- 31 december 1866
- 31 december 1876
- 31 december 1880
- 31 december 1890
- 31 december 1900[3]
- 31 december 1910
- 31 december 1920
- 31 december 1930
- 31 december 1947 (de volkstelling voorzien in 1940 verviel door het uitbreken van de Tweede Wereldoorlog)
- 31 december 1960
- 31 december 1970
- 1 maart 1981
- 1 maart 1991

### Afschaffing en vervanging door Rijksregister
De laatste klassieke volkstelling werd gehouden op 1 maart 1991, ingevolge een wetsaanpassing werd de volkstelling nadien afgeschaft. 
In de jaren tachtig van de 20e eeuw werd het Rijksregister in België ingevoerd, daarom werd het tellen van de bevolking overbodig. Op 1 oktober 2001 werd er nog een laatste exhaustieve "Algemene socio-economische enquête" georganiseerd door het Nationaal Instituut voor de Statistiek (NIS), waaraan alle op dat ogenblik in het bevolkingsregister ingeschreven inwoners deelnamen. Het was de allereerste keer dat er zonder tussenkomst van een enquêteur onderzoek werd gedaan. De huishoudens die ook na een herinneringsbrief niet reageerden, werden door enquêteurs bezocht. De participatiegraad lag desondanks met 96,9% drie procent hoger dan bij de laatste volkstelling in 1991.
Vanaf de census 2011 werd de klassieke enquête helemaal vervangen door het gebruik van gegevens van administratieve databanken.

## Nederland

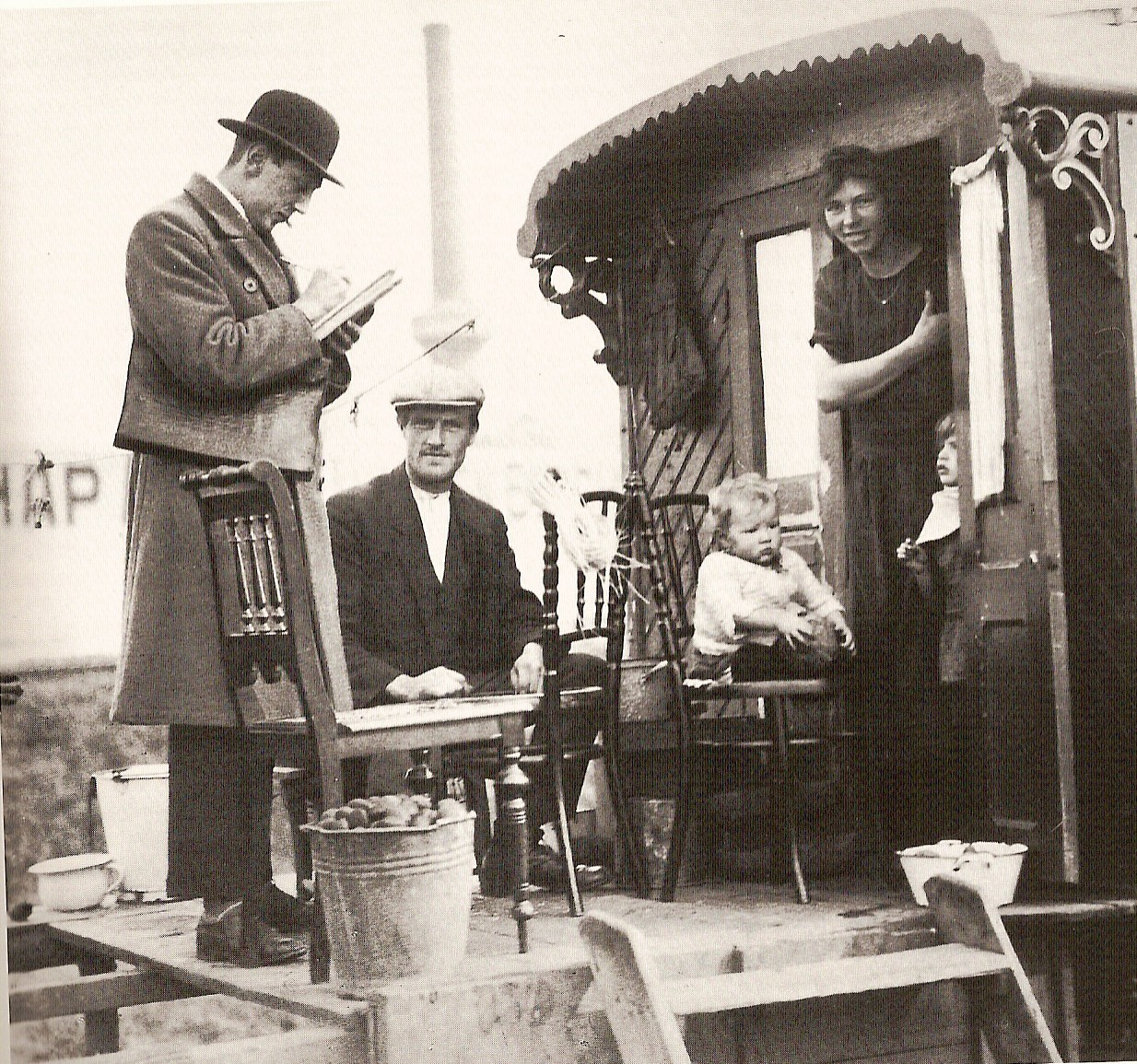
Ambtenaar bezoekt gezin tijdens volkstelling van 1925

### Plaatselijke en gewestelijke volkstellingen
Voor 1795, toen de eerste landelijke volkstelling werd gehouden, vonden al eeuwenlang plaatselijke en regionale volkstellingen plaats; vrijwel altijd om zo te kunnen zien hoeveel belasting er kon worden geheven. Zo werden in 1574 en 1581 volledige volkstellingen gehouden in de stad Leiden. In Friesland zijn volkstellingen bekend uit 1689, 1714, 1744 en 1748/49 en in Overijssel uit 1748. In Holland werd in 1622 een volkstelling gehouden ten behoeve van de belastingheffing; en in 1747 werden voor militaire doeleinden alle mannen geteld.

### Eerste landelijke volkstellingen (1795-1815)
In 1795/96 werd de eerste landelijke Volkstelling gehouden ten tijde van de Bataafse Republiek. Doel was informatie voor de nieuwe kiesdistricten te verzamelen, die gebruikt zou worden voor de eerste algemene verkiezing van een nationale volksvertegenwoordiging in Nederland. In de Bataafse-Franse tijd werd in 1807-1808 nog een belastingtelling gehouden, en in het nieuwe Koninkrijk der Nederlanden in 1815 een telling voor de militie, maar deze zijn nooit centraal gepubliceerd en waren niet uniform.

### Periodieke volkstellingen in de 19de en 20ste eeuw (1830-1971)
De Volkstelling van 1830 kan als de eerste officiële Nederlandse volkstelling worden aangemerkt. Dat was namelijk de eerste die werd aangekondigd per koninklijk besluit. Sindsdien is om de tien jaar een volkstelling gehouden. Op 22 april 1879 werd dit bij wet vastgelegd. In de loop der tijd breidde de doelstelling van de volkstellingen zich sterk uit. In 1830 was die nog beperkt tot het vaststellen van de omvang van de bevolking in Nederland en zijn plaatsen, en aantal andere demografische gegevens, zoals burgerlijke staat en geslacht. In die telling werd ook gevraagd naar iemands godsdienstige gezindheid. In 1849 kwamen er vragen over de geboorteplaats en het beroep bij. Later werden vragen over de wijze van samenwoning en de gezinssituatie, en over onderwijsinstellingen en zorginstellingen gesteld. De vragen naar beroep ontwikkelden zich tot een aparte Beroepstelling. In 1899 hield men naast de volkstelling voor het eerst een woningtelling. De onderwerpen van de volkstellingen weerspiegelden de behoefte van het centrale en lokale bestuur om inzicht te krijgen in de staat van de bevolking en de maatschappelijke toestand. Toen de overheid zich in de twintigste eeuw steeds meer ging bezighouden met de sociale toestand werden de volkstellingen een belangrijk beleidsinstrument. De Woningtelling van 1899 leverde bijvoorbeeld een belangrijke onderbouwing voor de instelling van de Woningwet van 1901.
Vanaf 1850 waren gemeenten verplicht de gegevens van hun bevolking bij te houden door middel van een bevolkingsregister. Toen konden de volkstellingen ook gebruikt worden om de gemeentelijke bevolkingsregisters tienjaarlijks te controleren en aan te passen.
De volkstellingen tot 1899 waren de verantwoordelijkheid van het Ministerie van Binnenlandse zaken. Sinds 1899 is het toen opgerichte Centraal Bureau voor de Statistiek voor de volkstelling verantwoordelijk.

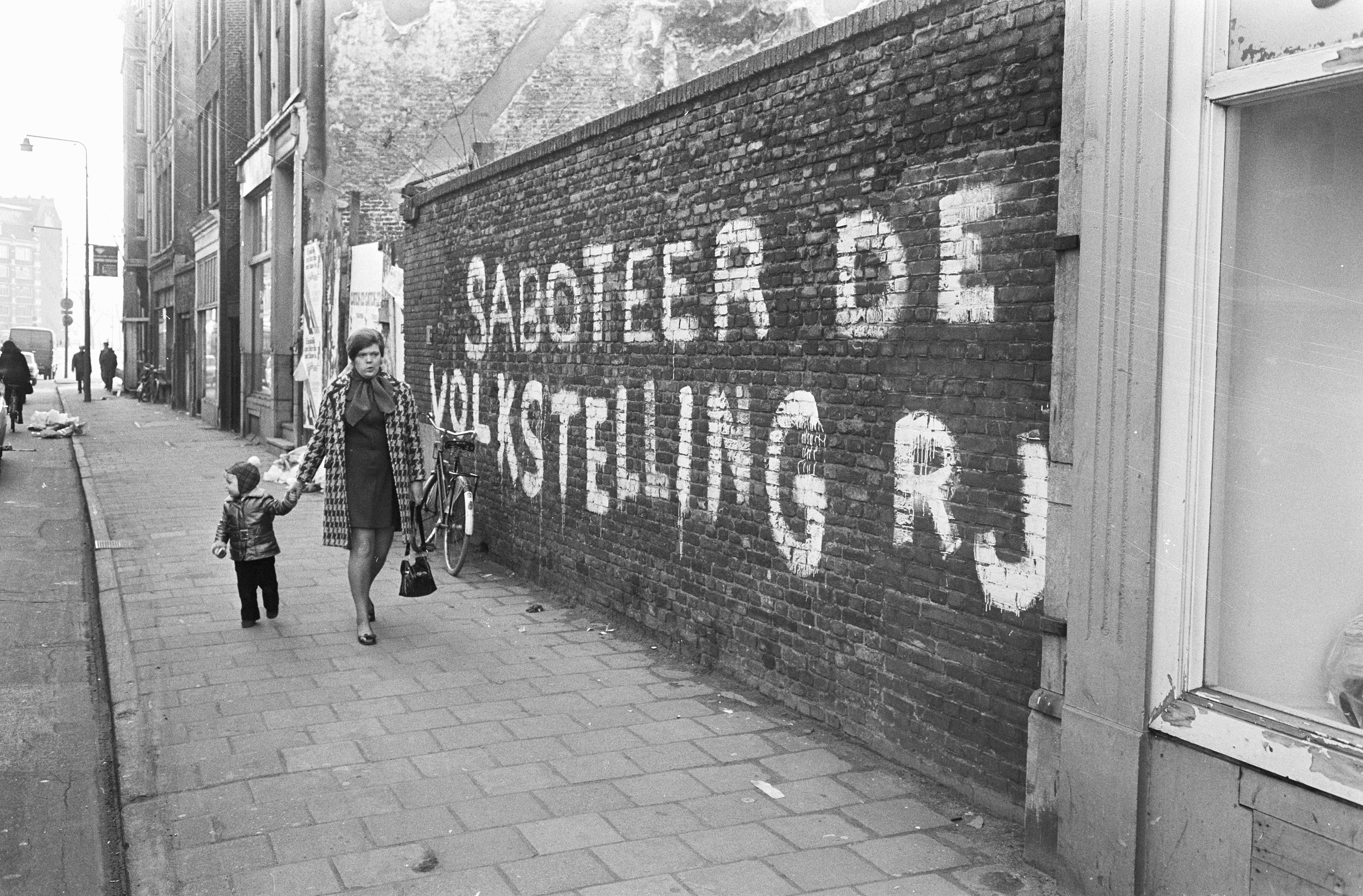
Tekst op muur in Jodenbreestraat tegen volkstelling van 1971

Op 28 februari 1971 vond de Veertiende Algemene Volkstelling (tevens Beroepstelling en Algemene Woningtelling) plaats. Het was een zeer ambitieuze volkstelling, waarbij veel meer gegevens werden geregistreerd dan tot dan toe gebruikelijk was; zelfs naar de nachtelijke locatie van de auto's van inwoners werd gevraagd. De volkstelling ging met veel maatschappelijk protest gepaard, met name doordat een grotere maatschappelijke beweging (met name vanuit linkse hoek) was ontstaan die deze inbreuk in de eigen privacy niet wenste. Uiteindelijk weigerden 35.000 mensen openlijk hun gegevens te laten registreren.
Hoewel het CBS zelf ook erg bezorgd was over de privacy, daar het juist van het vertrouwen van burgers afhankelijk is, bereidde het – mede vanwege het geringe aantal weigeringen in 1971 – wel een volgende tienjaarlijkse volkstelling in 1981 voor, maar deze werd niet uitgevoerd: bij een proeftelling bleek de non-respons onverwachts 26%. Daarop werd de volkstelling eerst uitgesteld, later afgesteld en ten slotte in 1991 wettelijk afgeschaft, waarmee de telling van 1971 de laatste algehele volkstelling in de Nederlandse geschiedenis werd.

### Virtuele volkstellingen vanaf 1981/2001
Om aan de Europese regelgeving rond volkstellingen te kunnen voldoen ging het CBS in 1981 over op een 'arbeidskrachtentelling', waarvoor 5% (in plaats van de vroegere 2%) van de bevolking werd ondervraagd. Tevens werd voor deze volkstelling gebruikgemaakt van bestaande gegevensverzamelingen, met name de Gemeentelijke Basisadministratie (GBA), het vroegere bevolkingsregister. Ook werden enquêtes gehouden om in leemten te voorzien. Op dezelfde wijze werd een beperkte volkstelling gehouden in 1991.
In 2001 werd een zogenoemde virtuele volkstelling gehouden, waarbij bestanden automatisch worden gekoppeld met het GBA op basis van het burgerservicenummer (BSN; het vroegere sofinummer). De resultaten werden gepubliceerd in: The Dutch Virtual Census of 2001. Per 2011 was er opnieuw een 'virtuele volkstelling'. De resultaten hiervan werden in 2014 gepubliceerd in het boek Dutch Census 2011.

### Digitale publicatie van de oude volkstellingen
In de periode 1997-2006 zijn de Volkstellingen van Nederland tussen 1795 en 1971 gedigitaliseerd. Op de website volkstellingen.nl zijn alle publicaties door te bladeren en verschillende tabellen zijn als spreadsheets te downloaden.
Na 2006 zijn deze gegevens nog uitgebreid en zijn ook Bedrijfstellingen uit de twintigste eeuw gedigitaliseerd. Voorbeelden van onderzoek met behulp van de Volkstellingen zijn te vinden in de publicatie Twee eeuwen Nederland geteld uit 2007.

### Caribisch deel koninkrijk
Op de Nederlandse Antillen heeft het Centraal Bureau voor de Statistiek (CBS) vijf volkstellingen gehouden: in 1960, 1971, 1981, 1992 en 2001), op alle vijf eilanden tegelijk. Het CBS kreeg op basis van de Statistiek verordening van 1971 de bevoegdheid om de gewenste informatie in te winnen.
In 2011 en 2023 werden bevolkingstellingen gehouden op Curaçao. Deelname was verplicht: op het weigeren van antwoorden stond een boete van 5000 gulden. In 2024 verklaarde de regering, dat in 2033 het verzamelen van de benodigde gegevens waarschijnlijk helemaal digitaal zal gaan. Veel zal rechtstreeks kunnen worden ontleend aan bestaande databestanden, zodat een beknopte enquete zal overblijven.

## Romeinse tijd
Verschillende malen zijn er in het Romeinse Rijk volkstellingen gehouden. Deze tellingen hebben tot veel discussie onder historici geleid. Opmerkelijk is bijvoorbeeld het enorme verschil tussen de telling van 69 v.Chr. (900.000) en die van 28 v.Chr. (4.063.000). Dit geeft een stijging van meer dan 400% weer. De discussie gaat dan ook voornamelijk over hoe deze tellingen hebben plaatsgehad. Er zijn twee stromingen ontstaan met verschillende visies over hoe deze tellingen geïnterpreteerd moeten worden. De eerste interpretatie komt van Karl Julius Beloch uit 1886 en de tweede van Tenny Frank uit 1924. Beloch kwam tot een totale bevolkingsomvang van 6 miljoen, inclusief alle slaven. Frank komt met een hogere bevolkingsomvang dan Beloch, namelijk 10 miljoen vrije mensen en 4 miljoen slaven, ten tijde van keizer Augustus.
Tegenwoordig kijken veel historici om de bevolkingsomvang in de oudheid te schatten niet langer naar de volkstellingen, maar naar de hoeveelheid beschikbare koolhydraten. Door te berekenen hoeveel monden er gevoed konden worden, kan men op zijn minst de maximale bevolkingsomvang meten. Naast het beschikbare graan moet ook gekeken worden naar de consumptie van olijven en wijn. Sinds kort wordt er ook waarde gehecht aan de visconsumptie van de Romeinen. De kust van Italië is immers meer dan 8.000 kilometer lang.

## Afghanistan
De eerste volkstelling in Afghanistan werd gehouden in 1979 en werd in verband met de Afghaanse Oorlog slechts gedeeltelijk uitgevoerd. Een nieuwe volkstelling stond aanvankelijk gepland voor 2007, maar werd uitgesteld tot 2010. Ook dat ging niet door en daarmee is de volkstelling uit 1979 ook de laatst gehouden telling.

## Filipijnen
De eerste officiële volkstelling in de Filipijnen vond plaats op 31 december 1877 en werd uitgevoerd door de Spaanse koloniale overheid. De eerste keer dat echt elke deur werd langsgegaan voor een volkstelling was de census van 1903, in het begin van de Amerikaanse koloniale tijd. Sinds 1960 wordt de census elke vijf jaar gehouden. De enige uitzondering hierop was 2005 toen de census twee jaar werd verschoven naar 2007 vanwege budgettaire redenen. De resultaten van de tellingen worden gebruikt voor de vaststelling van de grootte van de kiesdistricten (waar binnen bijvoorbeeld wordt gekozen voor leden van het Huis van Afgevaardigden) en voor de hoogte van het beschikbare overheidsbudget per regio. In de jaren dat er geen census wordt gehouden gebruikt het NSO statistische modellen om het inwonertal te schatten.

## Rusland/Sovjet-Unie
De eerste en enige Volkstelling in het Russische Rijk werd gehouden in 1897. Sovjetvolkstellingen, die naast de RSFSR ook de 14 andere Sovjetrepublieken omvatten, werden gehouden in 1920 (alleen in de steden), 1926, 1937, 1939, 1959, 1970, 1979 en 1989. De eerste volkstelling in Rusland sinds de val van de Sovjet-Unie werd gehouden in 2002. De laatste volkstelling (normaliter om de 10 jaar) werd gehouden in 2010. Volkstellingen staan onder de verantwoordelijkheid van Roskomstat (in de Sovjet-Unie Goskomstat).

## Soedan
In Soedan zijn volkstellingen uitgevoerd in 1955/56 (onafhankelijkheid in 1955), 1973 (hele land), 1983 (hele land) en 1993 (alleen het noorden). In 2008 zou een nieuwe volkstelling worden gehouden in zowel het noorden als het zuiden, maar het zuiden stelde de volkstelling op het laatste moment uit.

## Suriname
In Suriname worden volkstellingen (censussen) sinds 1921 gehouden. Die keer vormde ook de basis voor het bevolkingsregister. De laatste twee waren in 2004 (ter vervanging van die uit 2003, waarvan de cijfers door een brand verloren ging) en 2012. Sinds begin 2024 heeft het Algemene Bureau voor de Statistiek (ABS) een nieuwe volkstelling in voorbereiding.

## Verenigde Staten
De grondwet van de Verenigde Staten schrijft voor dat er iedere tien jaar een volkstelling moet worden gehouden. De resultaten worden onder andere gebruikt voor het bepalen van de stemdistricten die overeenkomen met de zetels in het Amerikaanse congres, en ook voor het verdelen van financiële bijdragen van de federale regering. Deze officiële volkstellingen zijn de enige manier om deze gegevens te verzamelen, omdat de Verenigde Staten geen bevolkingsregisters hebben.
De volkstelling wordt uitgevoerd door het United States Census Bureau. De eerste volkstelling na de Amerikaanse Revolutie werd gehouden in 1790. De meest recente was de Amerikaanse volkstelling 2020.
Bij de volkstelling worden alle bewoners geteld in huizen en gebouwen die voor bewoning bestemd zijn. Deze bewoners kunnen Amerikaanse staatsburgers zijn, of legale en illegale immigranten. Bij recente volkstellingen worden correcties toegebracht voor thuislozen, ongetelde gehuisden en landlopers.
Voor de jaren tussen de volkstellingen maakt het US Census Bureau schattingen en gebruikt het statistische modellen.